# Liste des codes IATA des aéroports/O
Liste des codes IATA des aéroports internationaux.
Le code de deux lettres qui suit la ville est la subdivision du pays (région, État…) selon la norme ISO 3166-2.
- A
- B
- C
- D
- E
- F
- G
- H
- I
- J
- K
- L
- M
- N
- O
- P
- Q
- R
- S
- T
- U
- V
- W
- X
- Y
- Z

- Haut – OA
- OB
- OC
- OD
- OE
- OF
- OG
- OH
- OI
- OJ
- OK
- OL
- OM
- ON
- OO
- OP
- OQ
- OR
- OS
- OT
- OU
- OV
- OW
- OX
- OY
- OZ

## OA
- OAA – Gardêz (Forward Operating Base Shank), Afghanistan
- OAG – Orange, Nouvelle-Galles du Sud, Australie
- OAH – Base aérienne de Shindand, Afghanistan
- OAI – Base aérienne de Bagram, Afghanistan
- OAJ – Jacksonville (Aéroport Albert J. Ellis), Caroline du Nord, États-Unis
- OAK – Aéroport international d'Oakland, Californie, États-Unis
- OAL – Cacoal, Rondônia, Brésil
- OAM – Oamaru, Nouvelle-Zélande
- OAN – Olanchito, Honduras
- OAR – Fort Ord/Monterey (Fritzsche Field), Californie, États-Unis
- OAS – Sharana (Forward Operating Base Sharana), Afghanistan
- OAX – Aéroport international de Oaxaca, Mexique
- OAZ – Camp Shorabak, Afghanistan

## OB
- OBA – Oban, Queensland, Australie
- OBC – Aérodrome d'Obock, Djibouti
- OBD – Obano, Indonésie
- OBE – Aéroport du comté d'Okeechobee, Floride, États-Unis
- OBF – Oberpfaffenhofen (Dornier/DLR), Allemagne
- OBI – Óbidos, Parà, Brésil
- OBK – Northbrook (Plaza Heliport), Illinois, États-Unis
- OBL – Zoersel (Oostmalle), Belgique
- OBM – Morobe, Papouasie-Nouvelle-Guinée
- OBN – Aérodrome d'Oban, Écosse, Royaume-Uni
- OBO – Obihiro, Japon
- OBS – Aérodrome d'Aubenas Ardèche méridionale, France
- OBT – Oakland (Coliseum Street), Californie, États-Unis
- OBU – Aéroport de Kobuk, Alaska, États-Unis
- OBX – Obo, Papouasie-Nouvelle-Guinée
- OBY – Ittoqqortoormiit, Groenland

## OC
- OCA – Key Largo (Ocean Reef Club), Floride, États-Unis
- OCC – Aéroport Francisco de Orellana de Coca, Équateur
- OCE – Ocean City, Maryland, États-Unis
- OCF – Ocala (Jim Taylor Field), Floride, États-Unis
- OCH – Nacogdoches, Texas, États-Unis
- OCI – Oceanic, Alaska, États-Unis
- OCJ – Aéroport international Ian Fleming, Jamaïque
- OCM – Boolgeeda, Australie
- OCN – Oceanside, Californie, États-Unis
- OCO – San José (El Coco), Costa Rica
- OCQ – Oconto, Wisconsin, États-Unis
- OCS – Corisco, Guinée équatoriale
- OCV – Ocaña, Colombie
- OCW – Washington (Warren Field), Caroline du Nord, États-Unis

## OD
- ODA – Ouadda, République centrafricaine
- ODB – Aéroport de Cordoue, Espagne
- ODC – Oakdale, Californie, États-Unis
- ODD – Oodnadatta, Australie-Méridionale, Australie
- ODE – Aéroport d'Odense, Danemark
- ODH – Odiham (RAF Station), Angleterre, Royaume-Uni
- ODJ – Ouanda Djallé, République centrafricaine
- ODL – Cordillo Downs, Australie-Méridionale, Australie
- ODM – Oakland (Comté de Garrett), Maryland, États-Unis
- ODN – Long Seridan, Sarawak, Malaisie
- ODO – Bodaïbo, Oblast d'Irkoutsk, Russie
- ODR – Ord River, Australie-Occidentale, Australie
- ODS – Aéroport international d'Odessa, Ukraine
- ODW – Oak Harbor (Air Park), Washington, États-Unis
- ODX – Ord (Evelyn Sharp Field), Nebraska, États-Unis
- ODY – Aéroport d'Oudomsay, Laos

## OE
- OEA – Vincennes (O'Neal Airport), Indiana, États-Unis
- OEB – Comté de Branch, Michigan, États-Unis
- OEC – Oecusse, Indonésie
- OEL – Orel, Russie
- OEM – Paloemeu, Suriname
- OEO – Osceola, Wisconsin, États-Unis
- OER – Aéroport d'Örnsköldsvik, Suède
- OES – Aéroport Antoine-de-Saint-Exupéry, Argentine

## OF
- OFF – Offutt Air Force Base, Nebraska, États-Unis
- OFI – Aérodrome d'Ouango Fitini, Côte d’Ivoire
- OFJ – Ólafsfjörður, Islande
- OFK – Norfolk (Karl Stefan), Nebraska, États-Unis
- OFP – Richmond/Ashland (Comté de Hanover), Virginie, États-Unis
- OFU – Aéroport d'Ofu, Samoa américaines, États-Unis

## OG
- OGA – Ogallala (Searle Field), Nebraska, États-Unis
- OGB – Orangeburg, Caroline du Sud, États-Unis
- OGD – Ogden/Hinckley, Utah, États-Unis
- OGE – Ogeranang, Papouasie-Nouvelle-Guinée
- OGG – Aéroport de Kahului, Hawaï, États-Unis
- OGL – Aéroport international Eugene Correia, Guyana
- OGM – Comté d'Ontonagon, Michigan, États-Unis
- OGN – Aérodrome de l'île d'Yonaguni, Japon
- OGO – Aérodrome d'Abengourou, Côte d’Ivoire
- OGR – Aérodrome de Bongor, Tchad
- OGS – Ogdensburg, New York, États-Unis
- OGU – Aéroport d'Ordu-Giresun, Turquie
- OGV – Ongava, Namibie
- OGX – Aéroport d'Ouargla - Aïn Beida, Algérie
- OGZ – Vladikavkaz, Ossétie du Nord, Russie

## OH
- OHA – Bulls, Nouvelle-Zélande
- OHB – Moramanga, Madagascar
- OHC – Northeast Cape, Alaska, États-Unis
- OHD – Aéroport Saint-Paul-l'Apôtre d'Ohrid, Macédoine du Nord
- OHE – Xian de Mohe, Chine
- OHH – Okha, Oblast de Sakhaline, Russie
- OHI – Oshakati, Namibie
- OHO – Aéroport d'Okhotsk, Kraï de Khabarovsk, Russie
- OHP – Oban (Héliport), Écosse, Royaume-Uni
- OHR – Wyk auf Föhr, Allemagne
- OHR – Aéroport de Sohar, Oman
- OHT – Kohat, Pakistan

## OI
- OIA – Ourilândia do Norte, Pará, Brésil
- OIC – Norwich (Aéroport Lt. Warren Eaton), New York, États-Unis
- OIL – Oil City (Aéroport de Splane), Pennsylvanie, États-Unis
- OIM – Aérodrome d'Izu Ōshima, Japon
- OIN – Oberlin, Kansas, États-Unis
- OIR – Okushiri-tō, Japon
- OIT – Aéroport d'Ōita, Japon

## OJ
- OJC – Olathe (Comté de Johnson), Kansas, États-Unis
- OJO – Outjo, Namibie
- OJU – Ampana (Tanjung Api), Indonésie
- OJW – Otjiwarongo, Namibie

## OK
- OKA – Aéroport de Naha, Ryukyu, Japon
- OKB – Île Fraser (Orchid Beach), Queensland, Australie
- OKC – Aéroport Will Rogers-World, Oklahoma, États-Unis
- OKD – Sapporo (Okadama), Japon
- OKE – Okino-erabu-jima, Japon
- OKF – Okaukuejo, Namibie
- OKG – Okoyo, République du Congo
- OKH – Oakham (Cottesmore RAF Station), Angleterre, Royaume-Uni
- OKI – Îles Oki, Japon
- OKJ – Aéroport d'Okayama, Japon
- OKK – Kokomo, Indiana, États-Unis
- OKL – Oksibil, Indonésie
- OKM – Okmulgee, Oklahoma, États-Unis
- OKN – Okondja, Gabon
- OKO – Yokota Air Base, Japon
- OKP – Oksapmin, Papouasie-Nouvelle-Guinée
- OKQ – Okaba, Indonésie
- OKR – Yorke Islands, Queensland, Australie
- OKS – Oshkosh (Comté de Garden), Nebraska, États-Unis
- OKU – Mokuti, Namibie
- OKV – Okao, Papouasie-Nouvelle-Guinée
- OKY – Oakey, Queensland, Australie
- OKZ – Sandersville (Kaolin Field), Géorgie, États-Unis

## OL
- OLA – Ørland, Norvège
- OLB – Aéroport d'Olbia, Sardaigne, Italie
- OLC – São Paulo de Olivença, Amazonas, Brésil
- OLD – Old Town (Dewitt Field), Maine, États-Unis
- OLE – Olean, New York, États-Unis
- OLF – Wolf Point (Aéroport de Clayton), Montana, États-Unis
- OLG – Solon Springs, Wisconsin, États-Unis
- OLH – Old Harbor, Alaska, États-Unis
- OLI – Ólafsvík, Islande
- OLJ – Olpoi, Vanuatu
- OLK – Fuerte Olimpo, Paraguay
- OLL – Aéroport Oyo-Ollombo, République du Congo
- OLM – Olympia, Washington, États-Unis
- OLN – Sarmiento, Argentine
- OLO – Olomouc, Tchéquie
- OLP – Olympic Dam, Australie-Méridionale, Australie
- OLQ – Olsobip, Papouasie-Nouvelle-Guinée
- OLR – Khost (Forward Operating Base Salerno), Afghanistan
- OLS – Nogales, Arizona, États-Unis
- OLU – Columbus, Nebraska, États-Unis
- OLV – Olive Branch, Mississippi, États-Unis
- OLX – Olkiombo, Kenya
- OLY – Olney/Noble, Illinois, États-Unis
- OLZ – Oelwein, Iowa, États-Unis

## OM
- OMA – Aéroport Eppley d'Omaha (Eppley Airfield), Nebraska, États-Unis
- OMB – Omboué, Gabon
- OMC – Ormoc, Philippines
- OMD – Aérodrome d'Oranjemund, Namibie
- OME – Aérodrome de Nome, Alaska, États-Unis
- OMF – Mafraq (King Hussein Air Base), Jordanie
- OMG – Omega, Namibie
- OMH – Aéroport d'Ourmieh, Iran
- OMI – Omidiyeh, Iran
- OMJ – Nagasaki/Ōmura, Japon
- OMK – Omak, Washington, États-Unis
- OML – Omkalai, Papouasie-Nouvelle-Guinée
- OMM – Marmul, Oman
- OMN – Osmanabad, Inde
- OMO – Aéroport de Mostar, Bosnie-Herzégovine
- OMR – Aéroport international d'Oradea, Roumanie
- OMS – Aéroport d'Omsk, Russie
- OMY – Tbeng Meancheay, Cambodge

## ON
- ONA – Winona (Max Conrad Field), Minnesota, États-Unis
- ONB – Ononge, Papouasie-Nouvelle-Guinée
- OND – Aérodrome d'Ondangwa, Namibie
- ONE – Onepuso, Îles Salomon
- ONG – Île Mornington, Queensland, Australie
- ONH – Oneonta, New York, États-Unis
- ONI – Moanamani, Indonésie
- ONJ – Ōdate/Noshiro, Japon
- ONK – Oleniok, République de Sakha, Russie
- ONL – O'Neill (John L. Baker Field), Nebraska, États-Unis
- ONM – Socorro, Nouveau-Mexique, États-Unis
- ONN – Onion Bay, Alaska, États-Unis
- ONO – Ontario, Oregon, États-Unis
- ONP – Newport, Oregon, États-Unis
- ONQ – Zonguldak, Turquie
- ONR – Monkira, Queensland, Australie
- ONS – Onslow, Australie-Occidentale, Australie
- ONT – Aéroport international d'Ontario, Californie, États-Unis
- ONU – Ono-i-Lau, Fidji
- ONX – Aéroport Enrique Adolfo Jiménez, Panama
- ONY – Olney, Texas, États-Unis

## OO
- OOA – Oskaloosa, Iowa, États-Unis
- OOK – Toksook Bay, Alaska, États-Unis
- OOL – Aéroport international de Gold Coast (Coolangatta), Queensland, Australie
- OOM – Cooma, Nouvelle-Galles du Sud, Australie
- OOR – Mooraberrie, Queensland, Australie
- OOT – Onotoa, Kiribati

## OP
- OPA – Kópasker, Islande
- OPB – Baie d'Open, Papouasie-Nouvelle-Guinée
- OPF – Miami (Opa Locka Airport), Floride, États-Unis
- OPG – Ogn, Papouasie-Nouvelle-Guinée
- OPI – Oenpelli, Northern Territory, Australie
- OPL – Opelousas (Ahart Field), Louisianne, États-Unis
- OPO – Aéroport de Porto-Francisco Sá Carneiro, Portugal
- OPS – Aéroport de Sinop, Mato Grosso, Brésil
- OPU – Balimo, Papouasie-Nouvelle-Guinée
- OPW – Opuwo, Namibia

## OQ
- OQW – Maquoketa, Iowa, États-Unis

## OR
- ORA – Orán, Argentine
- ORB – Aérodrome d'Örebro, Suède
- ORC – Orocué, Colombie
- ORD – Aéroport international O'Hare de Chicago, Illinois, États-Unis
- ORE – Aéroport Orléans Loire-Valley, France
- ORF – Aéroport international de Norfolk, Virginie, États-Unis
- ORG – Aéroport Zorg en Hoop de Paramaribo, Suriname
- ORH – Worcester, Massachusetts, États-Unis
- ORI – Port Lions, Alaska, États-Unis
- ORJ – Orinduik, Guyana
- ORK – Aéroport de Cork, Irlande
- ORL – Orlando (Executive Airport), Floride, États-Unis
- ORM – Northampton/Peterborough, Angleterre, Royaume-Uni
- ORN – Aéroport d'Oran - Ahmed Ben Bella, Algérie
- ORO – Yoro, Honduras
- ORP – Orapa, Botswana
- ORQ – Norwalk, Connecticut, États-Unis
- ORR – Yorketown, Australie-Méridionale, Australie
- ORS – Île Orpheus, Queensland, Australie
- ORT – Northway, Alaska, États-Unis
- ORU – Aéroport international Juan Mendoza, Bolivie
- ORV – Noorvik (Robert Curtis), Alaska, États-Unis
- ORW – Ormara, Pakistan
- ORX – Oriximina, Parà, Brésil
- ORY – Aéroport de Paris-Orly, France
- ORZ – Piste d'Orange Walk, Belize

## OS
- OSA – Osaka (Aire métropolitaine), Japon
- OSB – Osage Beach (Linn Creek), Missouri, États-Unis
- OSC – Oscoda (Wurtsmith), Michigan, États-Unis
- OSD – Aéroport d'Åre Östersund (Froson Air Base), Suède
- OSE – Omora, Papouasie-Nouvelle-Guinée
- OSF – Moscou/Podolsk (Ostafyevo), Russie
- OSH – Oshkosh (Wittman), Wisconsin, États-Unis
- OSI – Aéroport d'Osijek, Croatie
- OSK – Oskarshamn, Suède
- OSL – Aéroport international d'Oslo-Gardermoen, Norvège
- OSM – Aéroport international de Mossoul, Irak
- OSN – Osan Air Base, Corée du Sud
- OSO – Osborne Mine, Queensland, Australie
- OSP – Słupsk (Redzikowo), Pologne
- OSR – Aéroport Leoš Janáček d'Ostrava, République tchèque
- OSS – Aéroport d'Och, Kirghizistan
- OST – Aéroport d'Ostende-Bruges, Belgique
- OSU – Columbus (Ohio State University), Ohio, États-Unis
- OSW – Aérodrome d'Orsk, Orenburg, Russie
- OSX – Kosciusko (Comté d’Attala), Mississippi, États-Unis
- OSY – Namsos, Norvège
- OSZ – Koszalin, Pologne

## OT
- OTA – Mota[à vérifier], Éthiopie
- OTC – Bol, Tchad
- OTD – Île Contadora, Panama
- OTG – Worthington, Minnesota, États-Unis
- OTH – North Bend, Oregon, États-Unis
- OTI – Aéroport Leo Wattimena, Indonésie
- OTJ – Otjiwarongo, Namibie
- OTK – Tillamook, Oregon, États-Unis
- OTL – Boutilimit, Mauritanie
- OTM – Ottumwa, Iowa, États-Unis
- OTN – Oaktown (Green Airport), Indiana, États-Unis
- OTP – Aéroport international Henri Coandă, Roumanie
- OTR – Coto 47, Costa Rica
- OTS – Anacortes, Washington, États-Unis
- OTT – Cotriguaçu, Mato Grosso
- OTU – Remedios (Otú), Colombie
- OTV – Ontong Java, Île Salomon
- OTY – Oria, Papouasie-Nouvelle-Guinée
- OTZ – Aérodrome de Kotzebue, Alaska, États-Unis

## OU
- OUA – Aéroport international de Ouagadougou, Burkina Faso
- OUC – Ouanga, Côte d’Ivoire
- OUD – Aéroport international d'Oujda-Angad, Maroc
- OUE – Aérodrome d'Ouésso, République du Congo
- OUG – Ouahigouya, Burkina Faso
- OUH – Oudtshoorn, Afrique du Sud
- OUI - Aérodrome d'Ouessant, Bretagne, France
- OUK – Skerries extérieures, Écosse, Royaume-Uni
- OUL – Aéroport d'Oulu, Finlande
- OUM – Aéroport d'Oum Hadjer, Tchad
- OUN – Norman (Aéroport Westheimer), Oklahoma, États-Unis
- OUR – Aérodrome de Batouri, Cameroun
- OUS – Ourinhos, São Paulo, Brésil
- OUT – Aérodrome de Bousso, Tchad
- OUU – Ouanga, Gabon
- OUZ – Aérodrome de Zouérat-Tazadit, Mauritanie

## OV
- OVA – Bekily, Madagascar
- OVB – Aéroport de Novossibirsk-Tolmatchevo, Russie
- OVD – Aéroport des Asturies, Espagne
- OVE – Oroville, Californie, États-Unis
- OVG – Bredasdorp (Air Force Base Overberg), Afrique du Sud
- OVL – Ovalle (El Turqui), Chili
- OVN – Ouven, Australie
- OVO – North Vernon, Indiana, États-Unis
- OVS – Aéroport de Sovetski, Khantys-Mansis, Russie

## OW
- OWA – Owatonna, Minnesota ,États-Unis
- OWB – Aéroport régional de Owensboro-Comté de Daviess, Kentucky, États-Unis
- OWD – Norwood, Massachusetts, États-Unis
- OWE – Owendo, Gabon
- OWI – Ottawa, Kansas, États-Unis
- OWK – Norridgewock (Central Maine), Maine, États-Unis
- OWX – Ottawa (Comté de Putnam), Ohio, États-Unis

## OX
- OXB – Aéroport international Osvaldo Vieira de Bissau, Guinée-Bissau
- OXC – Waterbury/Oxford, Connecticut, États-Unis
- OXD – Oxford (Miami University Airport), Ohio, États-Unis
- OXF – Aéroport d'Oxford Kidlington, Angleterre, Royaume-Uni
- OXI – Knox (Comté de Starke), Indiana, États-Unis
- OXO – Orientos, Nouvelle-Galles du Sud, Australie
- OXR – Oxnard, Californie, États-Unis
- OXV – Knoxville, Iowa, États-Unis
- OXY – Morney Plains, Queensland, Australie

## OY
- OYA – Goya, Argentine
- OYE – Aérodrome d'Oyem, Gabon
- OYG – Moyo, Ouganda
- OYK – Oiapoque, Amapá, Brésil
- OYL – Moyale, Kenya
- OYN – Ouyen, Victoria, Australie
- OYO – Tres Arroyos, Argentine
- OYP – Aérodrome de Saint-Georges-de-l'Oyapock, Guyane, France
- OYS – Parc national de Yosemite, Californie, États-Unis

## OZ
- OZA – Ozona, Texas, États-Unis
- OZC – Ozamiz, Philippines
- OZG – Aéroport de Zagora, Maroc
- OZH – Aéroport international de Zaporijjia, Ukraine
- OZP – Base aérienne de Morón, Espagne
- OZR – Fort Rucker (Ozark), Alabama, États-Unis
- OZZ – Aéroport international Ouarzazate, Maroc